# Порккала

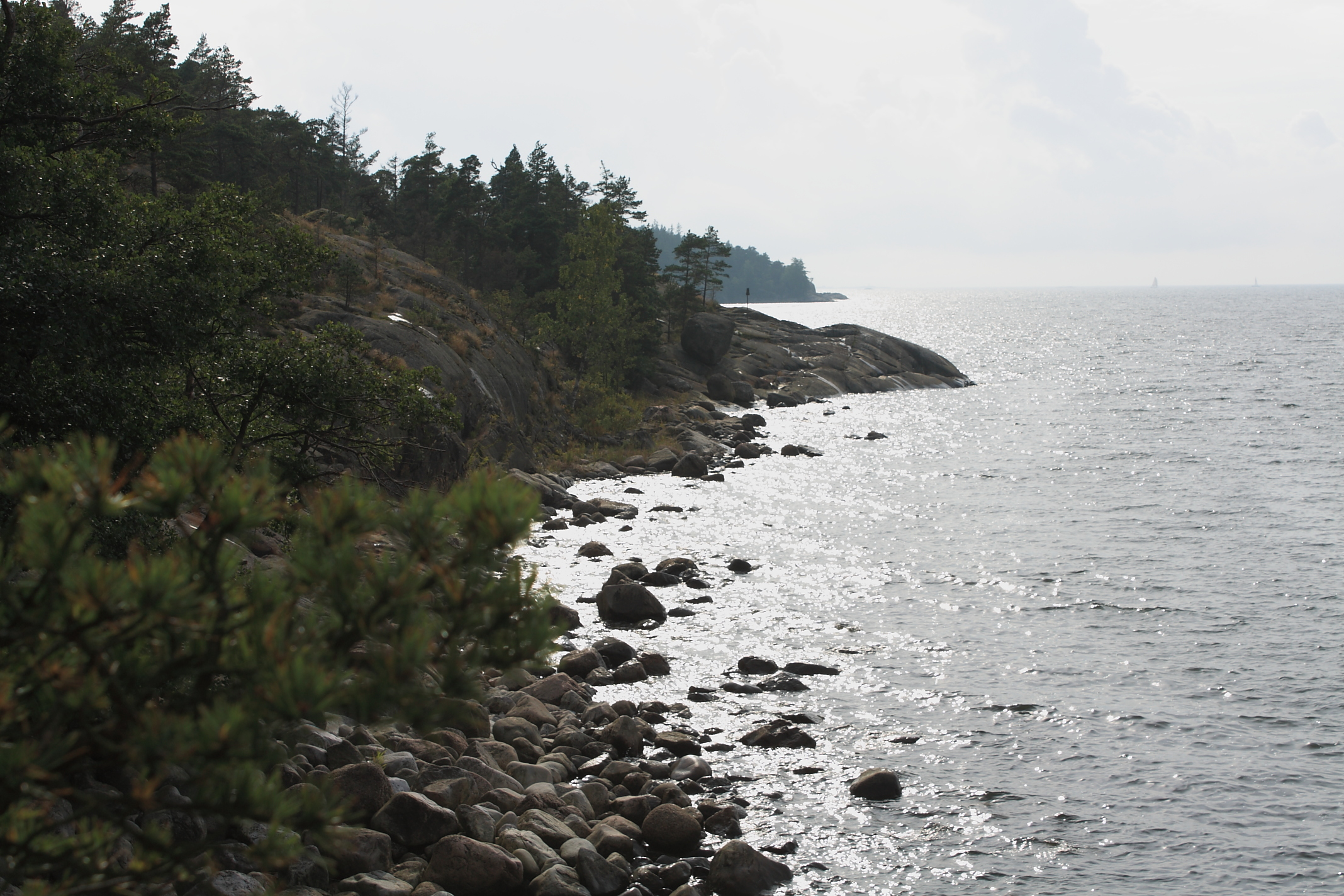
Скелясте узбережжя Поркалла

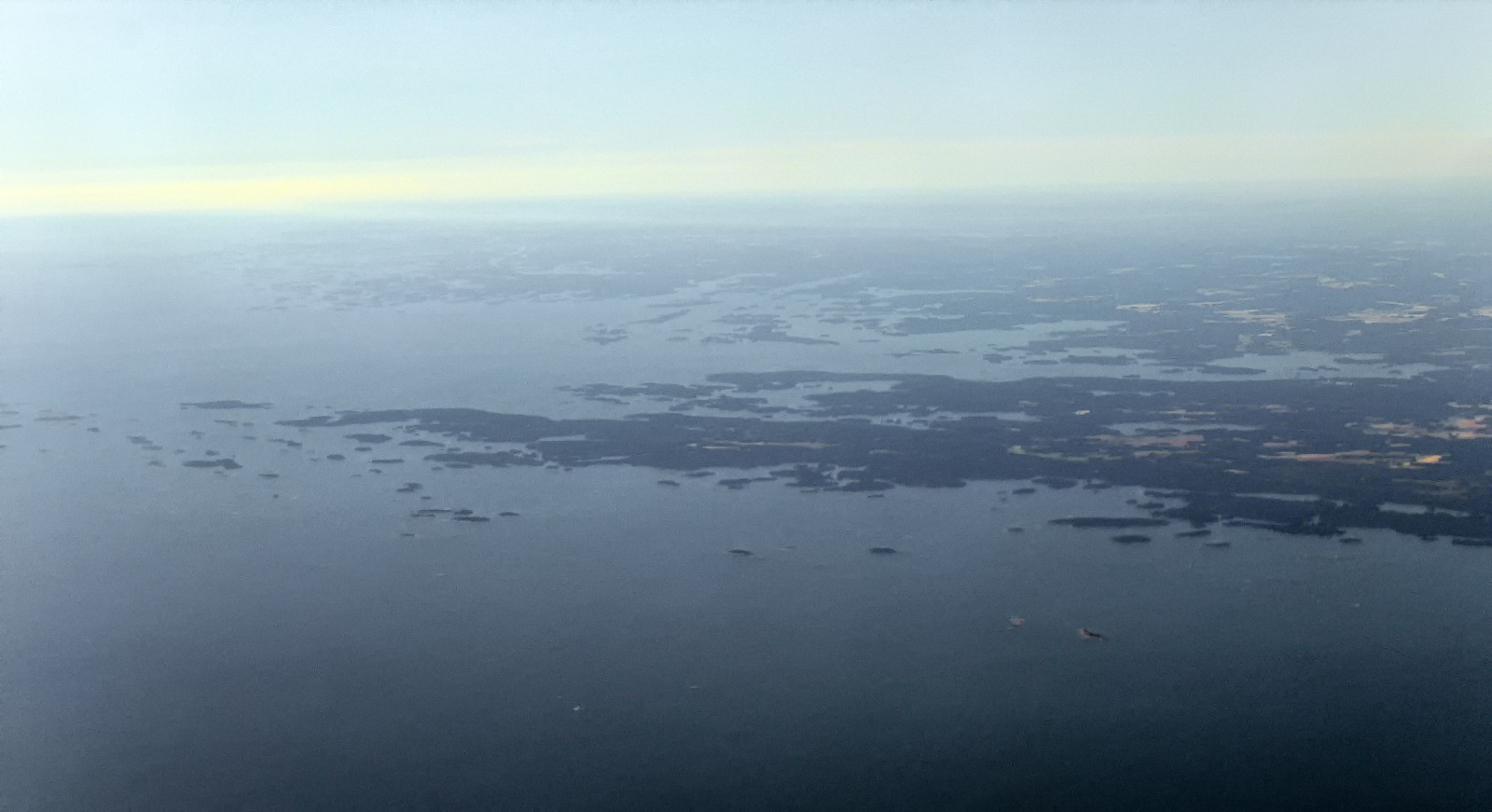
Вид з повітря на Порккала

59°59′00″ пн. ш. 24°26′00″ сх. д. / 59.983333333333° пн. ш. 24.433333333333° сх. д.
По́рккала (фін. Porkkala, швед. Porkala або Porkala udd) — півострів у Фінляндії, розташований у Кіркконуммі регіону Уусімаа за 30 км на захід від столиці Фінляндії — Гельсінкі.
Історична назва півострова Порккала-Удд походить від швед. Porkala udd (швед. udd — «зубець, кінчик, вістря», швед. udde — «мис»).
Півострів Порккала-Удд має стратегічне значення, оскільки берегова артилерія, розташована на півострові, в змозі накрити більшу частину ширини Фінської затоки. Якщо ж війська контролюють й естонське узбережжя на протилежній стороні затоки, є можливість блокувати морський шлях до Санкт-Петербурга з Балтійського моря. Відстань до Естонії в найближчій точці (острів Наїссаар/Норгей) складає всього 36 км (22 миль). Порккала, крім того, розташована всього за 30 км (19 миль) від Гельсінкі, столиці Фінляндії, і іноземні війська, розташовані там, мали змогу чинити істотний тиск на уряд Фінляндії. Рейд добре захищений від вітрів і хвилювання, а глибини від 14 до 26 метрів дають змогу приймати значне число кораблів і суден великої водотоннажності.
1944 року, по закінченні Радянсько-фінської війни — війни-продовження, за умовами Московського перемир'я півострів був зданий в оренду СРСР на 50 років. На півострові була створена військово-морська база Порккала-Удд. Проте 1955 року радянська військово-морська база була ліквідована, а 26 січня 1956 року півострів достроково повернуто Фінляндії.
На початок XXI сторіччя неподалік Порккали, в Упінніємі, розташована одна з головних військово-морських баз Фінляндії.